# 616 Elly
616 Elly è un asteroide della fascia principale del diametro medio di circa 18,15 km. Scoperto nel 1906, presenta un'orbita caratterizzata da un semiasse maggiore pari a 2,5544022 UA e da un'eccentricità di 0,0581377, inclinata di 14,95612° rispetto all'eclittica.
Il suo nome è in onore di Elly Boehm, moglie di un professore di matematica al Karlsruher Institut für Technologie.